# 侯国祥
侯国祥（1915年—2000年10月7日），原名侯福安，男，四川苍溪人，中华人民共和国政治人物，曾任中共毕节地委书记，贵州省人大常委会副主任。